# Christian Gottlieb Ludwig
Christian Gottlieb Ludwig (Brzeg, Silésia, 30 de abril de 1709 – Leipzig, 7 de maio de 1773) foi um médico, botânico, pteridólogo, briólogo e algólogo alemão . Foi o pai de Christian L. Ludwig (1749-1784), conhecido por suas traduções dos experimentos científicos de Joseph Priestley.

## Carreira
Em 1728 iniciou seus estudos em medicina e em botânica na Universidade de Leipzig,  porém por falta de recursos financeiros abandonou seus estudos e assumiu um trabalho, como botânico, numa expedição para a África sob a condução do naturalista Johann E. Hebenstreit (1703-1757).
Em 1733 retorna aos estudos e, em 1736, dá conferências em Leipzig. Em 1737 obtém seu doutorado assistido por Augustin F. Walther (1688-1746), e em  1740 assume o cargo de professor associado de medicina.  Em Leipzig assume como professor titular de medicina, em 1747, de Patologia em 1755, e de Terapêutica em 1758.
Ludwig também ficou conhecido por sua frutífera correspondência com Lineu, particularmente nas discussões sobre os últimos sistemas de clasificação.

## Homenagens
Lineu nomeou o gênero Ludwigia L. 1753 em sua honra.

## Publicações
- De vegetatione plantarum marinarum (1736)
- De sexu plantarum (dissertação, 1737); Lipsiae: Ex officina Langenhemiana.
- De deglutitione naturali et praepostera… Leipzig, 1737 (dissertação de Augustin Friedrich Walther)
- Definitiones plantarum in usum auditorum. Leipzig, 1737
- Institvtiones historico-physicae regni vegetabilis in usum auditorum adornatae… Leipzig, Johann Gottlieb Gleditsch, 1742.
- Institutiones medicinae clinicae praelectionibus academicis accomodatae (1758)
- De lumbricis intestina perforantibus (1761)
- Ectypa vegetabilium (1760–1764); (um trabalho bem conhecido com ilustrações auto-impressas da natureza)
- Anfangsgründe der Wundarzneykunst - zum Gebrauche seiner Vorlesungen abgefaßt. Leipzig, 1766. (online).
- Adversaria medico-practica (3 volumes 1769–1773)
  - Volume 1, Teil 1. Leipzig, 1769 (online).
  - Volume 1, Teil 2. Leipzig, 1770 (online).
  - Volume 1, Teil 3. Leipzig, 1770 (online).
  - Volume 1, Teil 4. Leipzig, 1770 (online).
  - Volume 2, Teil 1. Leipzig, 1771 (online).
  - Volume 2, Teil 2. Leipzig, 1771 (online).
  - Volume 2, Teil 3. Leipzig, 1771 (online).
  - Volume 2, Teil 4. Leipzig, 1772 (online).
  - Volume 3, Teil 1. Leipzig, 1772 (online).
  - Volume 3, Teil 2. Leipzig, 1773 (online).
  - Volume 3, Teil 3. Leipzig, 1773 (online).
  - Volume 3, Teil 4. Leipzig, 1774 (online).
- Commentarii de rebus in scientia naturali et medicina gestis (jornal 1752-1806, co-fundador)
- Anleitung zur rechtlichen Arzeneikunde : nach der zwoten vermehrten Ausgabe des Herrn Ernest Gottlob Bosens übersetzt. Leipzig : Gleditsch, 1779. online da Universitäts- und Landesbibliothek Düsseldorf